# Зеда-Ачква
Зеда-Ачква (груз. ზედა აჭყვა) — село в Грузии, на территории Кобулетского муниципалитета автономной республики Аджария.

## География
Село находится в юго-западной части Грузии, в западных предгорьях Месхетского хребта, на расстоянии 7 километров (по прямой) к югу от города Кобулети, административного центра муниципалитета. Абсолютная высота — 209 метров над уровнем моря.

## Население
По результатам официальной переписи населения 2014 года, в Зеда-Ачкве проживало 1037 человек (513 мужчин и 524 женщины). В национальной структуре населения грузины составляли 98,4 %, греки — 1,4 %.
| Год  | Население, человек |
| ---- | ------------------ |
| 2002 | 1194               |
| 2014 | ↘ 1037             |